# Keishi Ōtomo
Keishi Ōtomo (in giapponese 大友啓史?; Morioka, 6 maggio 1966) è un regista e sceneggiatore giapponese. È noto per i thriller psicologici e i drammi storici, oltre ad adattare una varietà di manga e romanzi al cinema, tra cui The Vulture, Ryōmaden e la serie di film Rurouni Kenshin.

## Biografia
Ōtomo è nato il 6 maggio 1966 nella città di Morioka, nella prefettura di Iwate, in Giappone. Si è diplomato alla Morioka First High School prima di trasferirsi a Tokyo nel 1986 per studiare alla Facoltà di Giurisprudenza dell'Università di Keio. Dopo la laurea nel 1990, è entrato a far parte della rete televisiva pubblica giapponese NHK dove è stato assegnato alla loro stazione di trasmissione di Akita come direttore.

### 1990-1999: Primi lavori di regia
Oltre a produrre documentari per la trasmissione nazionale, dal 1990 al 1994, Ōtomo è stato regista di una varietà di programmi televisivi, tra cui una serie di spettacoli regionali rivolti a un pubblico adolescente. Questi includevano il concorso canoro di lunga data NHK Nodo Jiman e High School Baseball Live . È stato trasferito al Dipartimento di Programmazione Drammatica dal 1994, una mossa che gli ha permesso di concentrarsi maggiormente sulla narrazione.
Nel 1997, la NHK concesse a Ōtomo un anno sabbatico di 2 anni per studiare regia e sceneggiatura a Los Angeles, California. Durante questo periodo, ha seguito corsi presso diverse istituzioni educative, tra cui la University of Southern California. Quando non frequentava le lezioni, ha lavorato come membro della troupe sul set in varie produzioni di Hollywood, dove ha acquisito una preziosa conoscenza dell'industria cinematografica commerciale statunitense.

### 1999-2010: opere teatrali e successo di critica
Nel 1999, Ōtomo tornò in Giappone per unirsi alla Division 2 Drama Department della NHK. Ha diretto molti drammi durante il suo mandato lì, tra cui l'acclamato Churasan, il 64 ° romanzo televisivo seriale. La serie vantava un rating medio di spettatori del 22,2% e ha funzionato per 4 stagioni senza precedenti.
Nel 2007, Ōtomo ha diretto la serie TV thriller aziendale The Vulture con Nao Ōmori. Il film riflette abilmente lo shock finanziario e la crescente sfiducia del pubblico all'epoca e ha vinto numerosi premi nazionali e internazionali nello stesso anno, tra cui il prestigioso Prix Italia internazionale.
A seguito di questo successo di critica, Ōtomo si è spostato nel cinema a tempo pieno, facendo il suo debutto alla regia con una versione cinematografica di The Vulture, uscito nel 2009 come sequel del dramma televisivo. Ha vinto un Asian Television Award for Encouragement nel 2009 per il suo lavoro su Shirasu Jiro, un adattamento biografico su Jiro Shirasu, che ha svolto un ruolo attivo nella ricostruzione del Giappone durante l'occupazione occidentale dopo la seconda guerra mondiale.
Nel 2010, è diventato il più giovane direttore capo nella storia della NHK e ha diretto la 49ª serie drammatica annuale di Taiga, Ryōmaden. Ryōmaden ha vinto molti riconoscimenti ed è considerata una delle serie di maggior successo fino ad oggi, rinnovando l'immagine dei drammi storici grazie ai suoi approcci innovativi di meticolosa produzione cinematografica moderna, che incorporava abilmente l'uso di riprese lunghe e perseguiva un realismo scrupoloso nel design dei personaggi.

### 2011-presente:Rurouni Kenshine il più ampio successo
Il 30 aprile 2011, dopo più di un decennio come regista televisivo e cinematografico di successo, Ōtomo ha lasciato la NHK e ha fondato la sua compagnia cinematografica, Keishi Otomo & Co, il mese successivo.
Diversi mesi dopo, nell'agosto 2011, Ōtomo ha firmato un contratto di regia di 3 film con la Warner Bros. Japan, diventando il primo regista giapponese a ricevere un contratto multi-film così grande. Il primo di questi film, Rurouni Kenshin, basato sulla popolare serie manga, è stato distribuito nelle sale il 25 agosto 2012 in Giappone. Con la sua ambientazione d'epoca, la trama intricata e l'insolito grado di azione ad alta velocità, il film ha affascinato il pubblico, incassando 36 milioni di dollari a livello nazionale. Il film è stato anche ben accolto a livello internazionale, ed è stato invitato a proiettare al Busan International Film Festival, che includeva un Q&A con l'attore protagonista, Takeru Satō. Il film è stato proiettato in 64 paesi e 2 territori in tutto il mondo, incassando oltre 60 milioni di dollari a livello internazionale.
Nel 2013, Ōtomo ha diretto Platinum Data, un mistero-thriller ammonitore sull'eccessivo affidamento sull'analisi del DNA nelle indagini, ambientato in un futuro prossimo. Distribuito da Toho, il film ha registrato la più alta vendita di biglietti anticipati del primo giorno di qualsiasi film Toho fino ad oggi (103.655 biglietti) e ha incassato 2,7 miliardi di yen ($ 26,1 milioni) in Giappone.
L'anno seguente, Ōtomo ha diretto 2 sequel molto attesi di Rurouni Kenshin, prodotti back-to-back. Il primo sequel, Rurouni Kenshin: Kyoto Inferno, è stato rilasciato a livello nazionale il 1º agosto 2014, diventando il film live-action più popolare dell'anno e consolidando la serie come uno dei franchise cinematografici di maggior successo in Giappone. Il terzo film, Rurouni Kenshin: The Legend Ends è seguito poco dopo, il 13 settembre 2014. I 2 film sono stati entrambi successi commerciali, incassando rispettivamente 5,25 miliardi di yen (52,9 milioni di dollari) e 4,39 miliardi di yen (44 milioni di dollari). Come per il primo film, entrambi sono stati anche successi di critica, vincendo premi in festival cinematografici in Giappone e all'estero, tra cui il Premio del Pubblico al 18 ° Fantasia International Film Festival e il Premio di Popolarità al 38 ° Japan Academy Film Prize. Nell'agosto dello stesso anno, la prima asiatica si è tenuta presso il centro commerciale "SM MEGA MALL" nel centro di Manila, nelle Filippine, e ha visto la partecipazione di circa 11.000 fan locali nel corso di due giorni ed è stata proiettata in 64 paesi in tutto il mondo, tra cui Asia ed Europa.
Il 6 agosto 2016, Ōtomo ha pubblicato un adattamento cinematografico live-action del popolare manga Himitsu - Top Secret. (vincitore dell'Excellence Award nella Divisione Manga del 15° Japan Media Arts Festival) che esplora le ripercussioni di sondare i ricordi dei morti, è stato rilasciato.
Lo stesso anno, Ōtomo ha pubblicato un altro adattamento cinematografico manga, Museum, che ha aperto in Giappone il 12 novembre 2016. Il film è stato rilasciato per commemorare il 25 ° anniversario di WOWOW. Il film ha segnato la sua prima incursione di successo nel genere horror-suspense e ha ricevuto premi sia dal 29 ° Tokyo International Film Festival che dal Busan International Film Festival. Il film è stato anche selezionato ufficialmente al Festival Internacional de Cinema Fantàstic de Catalunya.
Nel 2017, un adattamento cinematografico live-action di March Comes in Like a Lion basato sull'acclamato manga omonimo – che ha vinto il primo posto nella categoria fumetti "Book of the Year" nella rivista Da Vinci per tre anni consecutivi e in seguito ha vinto il primo premio nella categoria manga al 24 ° Japan Media Arts Festival – è stato rilasciato in due parti consecutive (prima parte: 18 marzo, seconda parte: 22 aprile) ed è stato anche proiettato al 20° Shanghai International Film Festival.
In un arco di circa 18 mesi tra il 2018 e il 2019, Ōtomo ha girato Million Dollar Man, Beneath the Shadow e gli ultimi due episodi di Rurouni Kenshin in rapida successione.
Million Dollar Man era basato sul romanzo di Genki Kawmura che è stato candidato per il 12° Japan Bookseller's Award (Honya Taisho Award, 2015) e caratterizzato da ampie riprese internazionali in Marocco, è stato rilasciato il 19 ottobre 2018.
Il 14 febbraio 2020 è uscito Beneath the Shadow (vincitore del 157º Premio Akutagawa, la prima incursione di Ōtomo nei film d'autore). Girato interamente nella sua città natale di Morioka, nella prefettura di Iwate, ha esplorato la perdita e la resilienza all'indomani del devastante terremoto del Grande Giappone orientale. Beneath the Shadow è stato l'unico film giapponese selezionato per la sezione Concorso del 2° Hainan Island International Film Festival, dove ha fatto la sua prima mondiale. Ryuhei Matsuda, uno degli attori principali del film, ha ricevuto il premio come miglior attore.
Nel 2020, Ōtomo ha firmato un accordo di gestione con LUKA Productions International, una società di produzione con sede a Hollywood ed è attualmente gestita all'estero da LUKA Management, una filiale di LUKA Productions International.
Rurouni Kenshin: The Final e Rurouni Kenshin: The Beginning, un film in due parti la cui uscita nelle sale è stata posticipata di un anno a causa della pandemia di Covid-19, ed è stato rilasciato il 23 aprile e il 4 giugno 2021. Anche se lo stato di emergenza è stato dichiarato in Giappone e i cinema delle principali città come Tokyo e Osaka hanno chiuso il terzo giorno della sua uscita, The Final è stato un grande successo, incassando 4,35 miliardi di yen (37,8 milioni di dollari) al botteghino. The Beginning ha anche portato altri 2,50 miliardi di yen ($ 21,3 milioni), rendendolo il primo franchise in Giappone a prendere il posto n. 1 e 2 al botteghino.
La serie Rurouni Kenshin ha raccolto consensi internazionali. La prima proiezione all'estero di tutti e cinque i film e la prima internazionale delle ultime due parti si sono tenute al 24 ° Shanghai International Film Festival per un pubblico entusiasta, il primo franchise al di fuori di Hollywood a farlo.
Poco dopo l'uscita del film in Giappone, i film sono stati resi disponibili per la visione su Netflix per la base di fan globale. Il film ha raggiunto la più alta classifica degli spettatori di n. 4 in tutto il mondo, compresi i paesi di lingua inglese. Il successo di critica e finanziario senza precedenti del franchise ha contribuito a rivitalizzare gli adattamenti manga-live-action in Giappone.
Il suo ultimo film uscirà nel 2023.

## Filmografia

### Film
- Hagetaka, (2009)
- Rurouni Kenshin, (2012)
- Dati Platinum, (2013)
- Rurouni Kenshin: Kyoto Inferno, (2014)
- Rurouni Kenshin: The Legend Ends, (2014)
- Museum, (2016)
- The Top Secret: Murder in Mind, (2016)
- March Comes In Like a Lion/March Comes In Like a Lamb, (2017)
- Million Dollar Man, (2018)
- Beneath the Shadow, (2020)
- Rurouni Kenshin: The Final, (2021)
- Rurouni Kenshin: The Beginning, (2021)
- The Legend and Butterfly, (2023)

### Serie televisive
- Hideyoshi (1996)
- Churasan (2001)
- Hagetaka: Road to Rebirth (2007)
- Shirasu Jiro (2009)
- Ryōmaden (2010)

## Riconoscimenti
Hagetaka (2007)
- 59º Premio Italiano per la Miglior Serie Drammatica
- 33º Premio della Fondazione Hoso Bunka, Premio principale (categoria programma, programma televisivo)
- Asian Television Awards 2007, Gran Premio nella categoria Serie Drammatica
- 44° Galaxy Award for Excellence
- My Best TV Award Grand Prix
- 32º Premio Hélandres per il miglior film, TV Guide Award
- Premio Speciale Mosfilm al 32° Golden Chest International Television Festival

Shirasu Jiro (2009)
- Premio di eccellenza, 64° Japan Arts Festival
- Asian Television Awards 2009, Jury's Encouragement Award, Series Drama Division

Ryomaden (2010)
- Tokyo Drama Award 2010 Premio di eccellenza
- Premio Hélandres 2011 per il miglior film
- Il 1º Premio Location Japan
- 37° Hoso Bunka Foundation Award for Excellence (Program Division TV Drama Program)
- Lavoro di squadra dell'anno (sponsorizzato dal Logical Teamwork Committee)

Rurouni Kenshin (2012)
- 1° Japan Action Award, Gran Premio per la Migliore Azione, Miglior Film d'Azione Gran Premio
- 30° Golden Gross Special Award, Zenkoren Special Award

Rurouni Kenshin: Kyōto taika-hen/Densetsu no saigo-hen (2014)
- Premio del Pubblico, 18° Fantasia International Film Festival
- 38° Japan Academy Film Prize, Premio di popolarità
- 27° Nikkan Sports Film Awards, Premio Yujiro Ishihara
- 69° Mainichi Film Contest, TSUTAYA Film Fan Award
- Il 3° Japan Action Awards Premi
- 32° Golden Gross Awards, Miglior Film

Rurouni Kenshin: The Final/The Beginning (2021)
- Il 76° Mainichi Film Contest, TSUTAYA Film Fan Award 2021
- 2022 VFX-JAPAN Award, Miglior film

Premi per la regia
- Hitmaker dell'anno (Nikkei Entertainment!)
- 37º Premio della Fondazione Hoso Bunka per i risultati individuali (Direzione)
- 31º Premio della critica giapponese, Miglior regista